# تشارلز ستيوارت (إيرل لينوكس الخامس)
تشارلز ستيوارت، إيرل لينوكس الخامس (1555-1576) هو الأبن الثاني لـ ماثيو ستيوارت، إيرل لينوكس الرابع و مارغريت دوغلاس أبنة مارجريت تيودور الملكة الأرملة .
والده توفي في 1571، بعد كان والده حاكم الوصي على حفيده الصغير الملك جيمس السادس من اسكتلندا، بحيث كان والد الملك جيمس هو هنري ستيوارت، لورد دارنلي، هو شقيق تشارلز الأكبر، اغتيل في عام 1567. ومع ذلك بعد فترة وجيزة من تمرير لقب إيرل لينوكس إليه. قامت الملكة إليزابيث الأولى من إنكلترا بزواج متسرع له من إليزابيث كافنديش، أبنة بيس من هاردويك على ما يبدو بتحريض من والدته. كان الزوجان لديهم طفلة واحدة، أربيلا ستيوارت، لكنها منعت من قبل الاسكتلنديين بسبب جنسها وحقيقة أنها قد ولدت في انكلترا. أربيلا ستيوارت تزوج وليام سيمور، دوق سومرست .